# Eutrogia excisa
Eutrogia excisa là một loài bướm đêm trong họ Noctuidae.